# Catops nigrita
Catops nigrita är en skalbaggsart som beskrevs av Wilhelm Ferdinand Erichson 1837. Catops nigrita ingår i släktet Catops, och familjen mycelbaggar. Arten är reproducerande i Sverige.